# Мексика
Ме́ксика (исп. México [ˈmexiko]), официально — Мексика́нские Соединённые Шта́ты (исп. Estados Unidos Mexicanos [esˈtaðos uˈniðoz mexiˈkanos]) — государство в Северной Америке, на севере граничит с Соединёнными Штатами Америки, на юго-востоке — с Белизом и Гватемалой, на западе омывается водами Калифорнийского залива и Тихого океана, на востоке — водами Атлантического океана, Мексиканского залива и Карибского моря. 
Столица и крупнейший город — Мехико, другие крупные города — Тихуана, Экатепек-де-Морелос, Леон-де-лос-Альдама, Пуэбла-де-Сарагоса, Сьюдад-Хуарес, Гвадалахара и Монтеррей. Это крупнейшая в мире по населению испаноязычная страна, хотя в Мексике говорят также на большом количестве местных языков, среди которых больше всего носителей имеют астекские. Большинство населения составляют католики. Экономически является индустриально-аграрной страной.
Мексика — федеративное государство и президентская республика. Президент с 1 октября 2024 года — Клаудия Шейнбаум.

## Происхождение названия
О происхождении названия страны существует несколько гипотез, в том числе основанных на топонимических легендах. Согласно одной легенде, бог войны и покровитель страны Уицилопочтли имел тайное имя «Мецтли», или «Меши». В этом случае топоним «Мексика» будет означать «место Меши» или «земля войны».
Другая гипотеза основана на том, что название «Мексика» происходит от словослияния астекских слов mētztli («луна») и xīctli («пупок») и, таким образом означает «место в центре Луны», что может аллегорически означать местонахождение Теночтитлана в середине озера Тескоко.
Ещё одна гипотеза гласит, что название страны получено от Мектли, богини агавы.
Последние две версии отвергла американский лингвист Фрэнсис Карттунен. По её мнению, окончательная форма «Mēxihco» отличается по длине гласных от обоих предполагаемых компонентов. Испанский миссионер и лингвист XVI века Бернардино де Саагун в своих трудах отмечал, что топонимия астекских языков полна мистицизма, и, в свою очередь, дал мистическую интерпретацию: Мексика может означать «центр мира» и во многих сочинениях она представлена как место, куда стекаются все водные течения, которые пересекают Анауак («мир» или «земля, окружённая морями») — в частности, на рисунках в кодексе Мендосы.

## Физико-географическая характеристика

### Географическое положение

Физическая карта Мексики

Будучи расположенной в Северной Америке (приблизительно 23° северной широты и 102° западной долготы), Мексика составляет бо́льшую часть Средней Америки. С точки зрения физической географии, территория восточнее перешейка Теуантепек, включая полуостров Юкатан (которая составляет около 12 % территории страны), расположена в Центральной Америке; с точки зрения геологии, Трансмексиканский вулканический пояс отделяет северный регион страны. Однако геополитически Мексика считается североамериканской страной. Полуостров Калифорния (длиной 1200 км) на западе страны отделён Калифорнийским заливом.
Общая площадь Мексики составляет 1 972 550 км², в том числе около 6 тыс. км² островов в Тихом океане (включая остров Гуадалупе и архипелаг Ревилья-Хихедо), Мексиканском заливе, Карибском море и Калифорнийском заливе. По площади территории Мексика занимает 13-е место в мире.
На севере Мексика граничит с США (длина границы — 3141 км). К востоку от города Сьюдад-Хуарес до Мексиканского залива граница проходит по извилистой реке Рио-Гранде. Несколько естественных и рукотворных отметок определяют границу с США к западу от Сьюдад-Хуарес до Тихого океана.
На юго-востоке Мексика граничит с Гватемалой (871 км) и Белизом (251 км).

### Климат

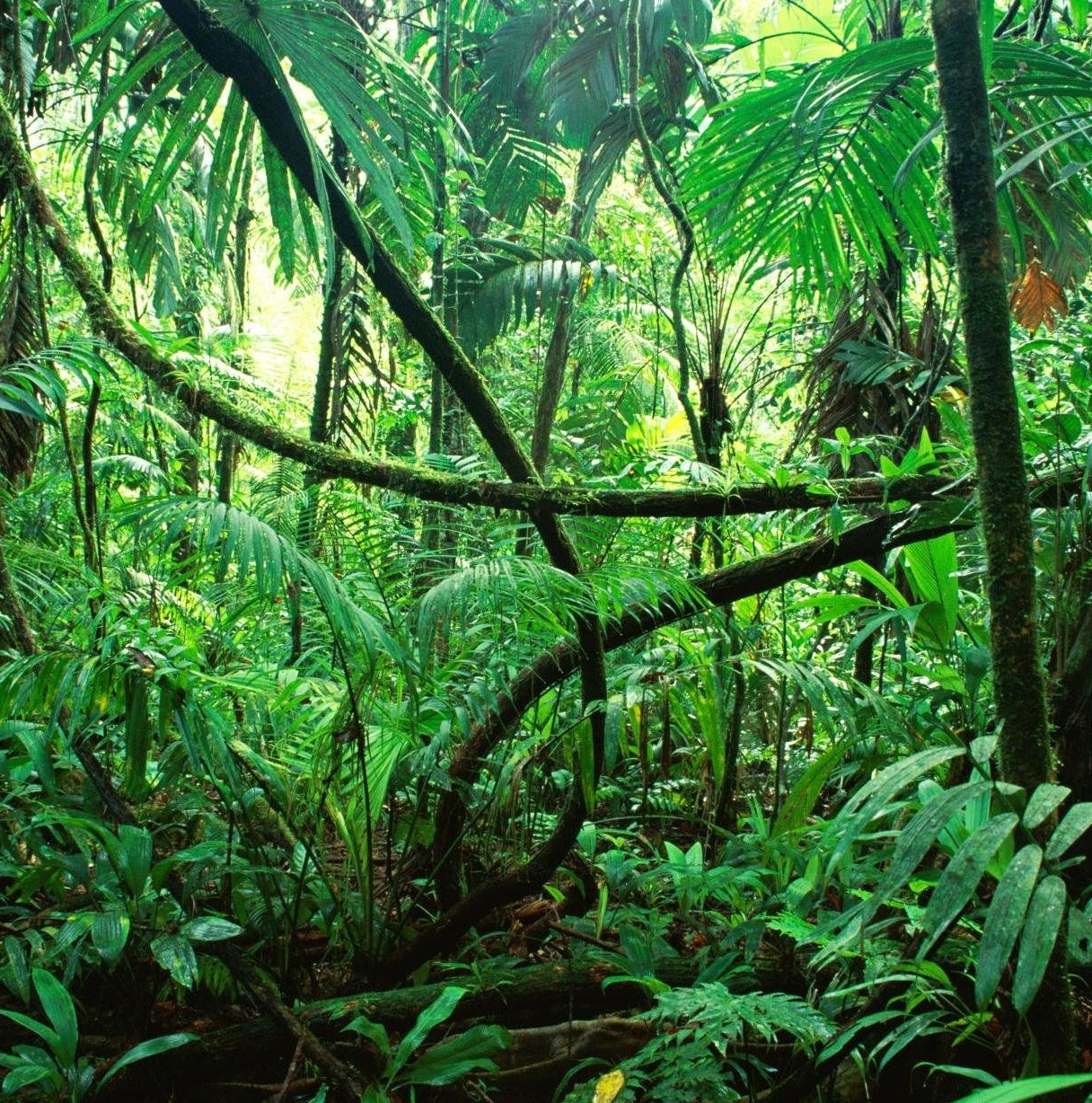
Дождевой лес в Чьяпас

Климат Мексики — тропический и субтропический. Уровень осадков составляет 300—600 мм/год и меньше. В большинстве населённых областей южной части нагорья, в том числе в Мехико и Гвадалахаре, среднегодовой уровень осадков равен 600—1000 мм/год. Столбик термометра в областях севернее 24-й параллели, расположенных выше 2500 м над уровнем моря, колеблется от +2 °C зимой до +15 °C летом; в то же самое время на побережье ближе к югу температура постоянна и не опускается ниже +20 °C. Среднегодовая температура на прибрежных равнинах и полуострове Юкатан составляет от +24 °C до +28 °C.

### Рельеф

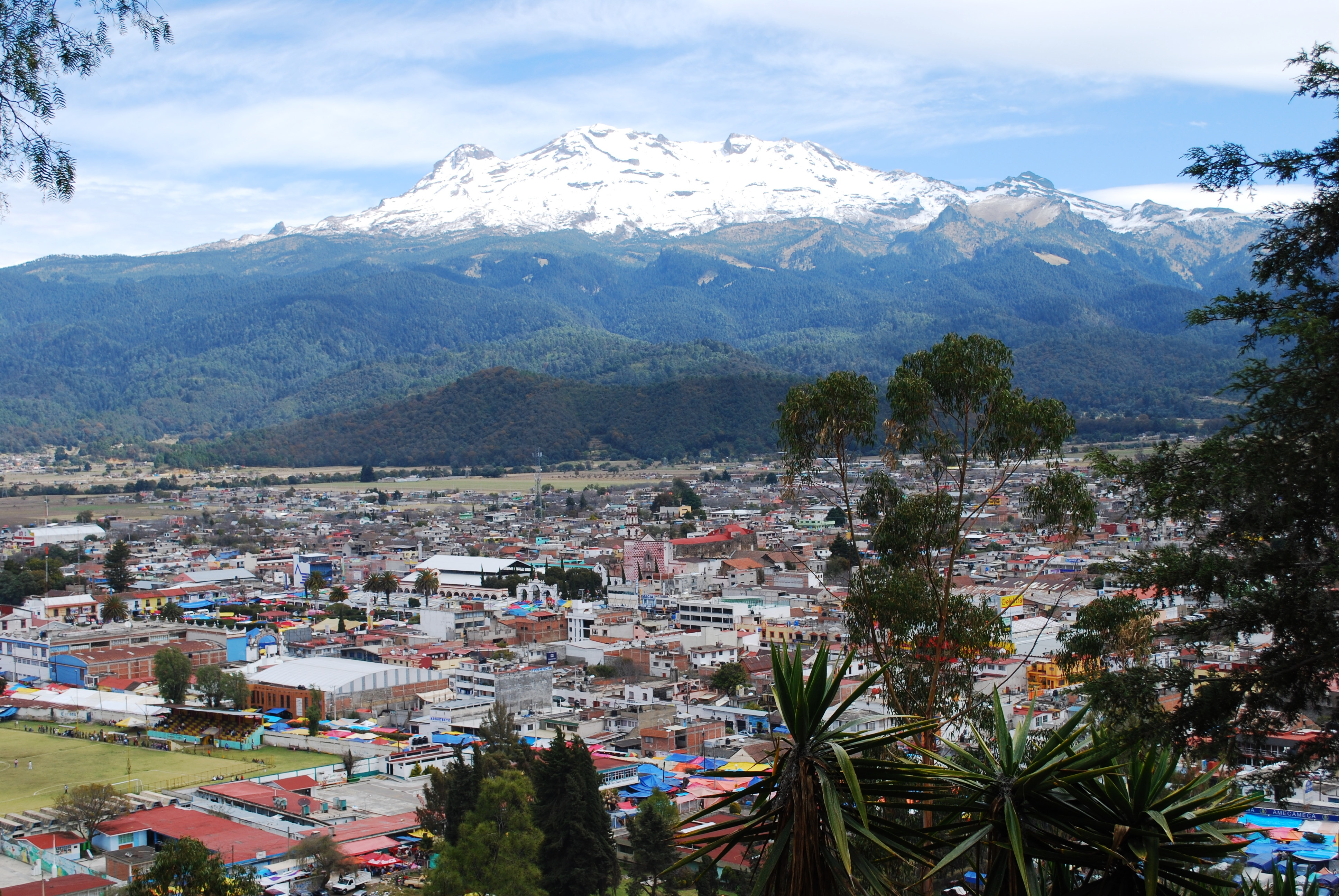
Вулкан Истаксиуатль

Мексика пересечена с севера на юг двумя горными хребтами: Сьерра-Мадре Восточная и Сьерра-Мадре Западная, которые являются продолжением Скалистых гор Северной Америки. С востока на запад в центре страны проходит Трансмексиканский вулканический пояс, также известный как Сьерра-Невада. Четвёртый горный хребет Сьерра-Мадре Южная располагается между штатами Мичоакан и Оахака. Таким образом, большая часть центральной Мексики и северные территории расположены на больших высотах. Самые высокие горы находятся на Трансмексиканском вулканическом поясе: пик Орисаба (5700 м), Попокатепетль (5462 м), Истаксиуатль (5286 м) и Невадо-де-Толука (4577 м). Три крупные городские агломерации расположены в долинах между этими четырьмя высотами: Толука-де-Лердо, Мехико и Пуэбла-де-Сарагоса.

### Водные ресурсы
На территории Мексики находятся несколько десятков довольно крупных озёр и водохранилищ.

## История
Свидетельства пребывания человека на территории Мексики относятся по меньшей мере к II тысячелетию до н. э. В середине I тысячелетия до н. э. в Центральной и Южной Мексике складываются оседлые культуры.

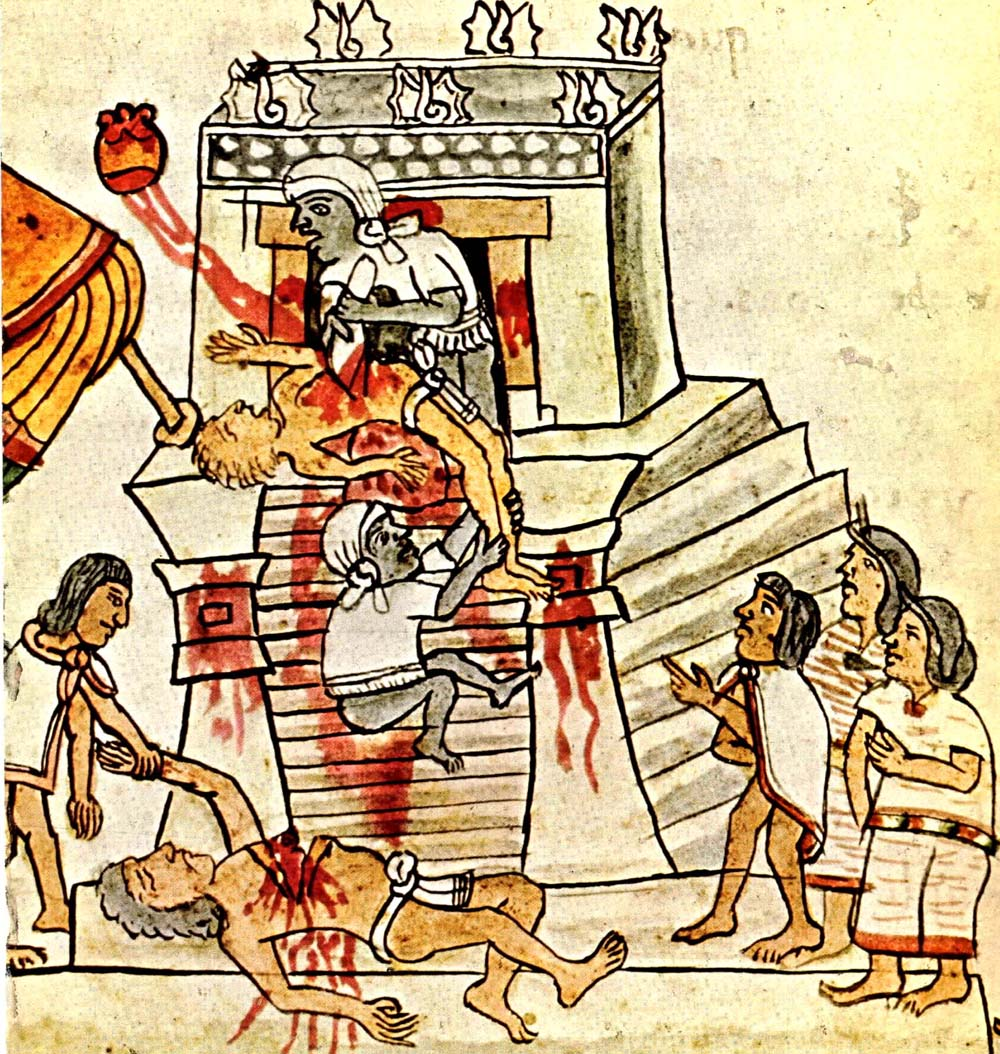
Человеческое жертвоприношение. Индейское изображение из Кодекса Мальябекки, 1550 г.

В XII—V вв. до н. э. на территории Мексики процветала культура ольмеков, оказавшая значительное влияние на формирование более поздних классических цивилизаций. Расцвет этих цивилизаций пришёлся на IV—IX вв. н. э.; это были культуры Теотиуакана, сапотеков, тотонаков, тольтеков, майя. К достижениям майя относятся иероглифическое письмо, развитые архитектура и декоративно-прикладное искусство, обширные познания в математике и астрономии, точный календарь. В XII веке в Центральной Мексике появляются ацтеки; покорив многие обитавшие там племена, они создали могущественную империю.
В 1517 году началось целенаправленное исследование и завоевание Мексики европейцами. Испанцы послали к берегам Мексиканского залива три экспедиции. Первую в 1517 году возглавил Франсиско Эрнандес де Кордоба, вторую в 1518 году — Хуан де Грихальва и третью в 1519 году — Эрнан Кортес, покоритель империи ацтеков. В 1522 году испанский император Карл V утвердил последнего в качестве генерал-капитана и губернатора завоёванных земель, передав в его владение земли площадью 64 750 км² со 100 000 проживавших на них индейцев.

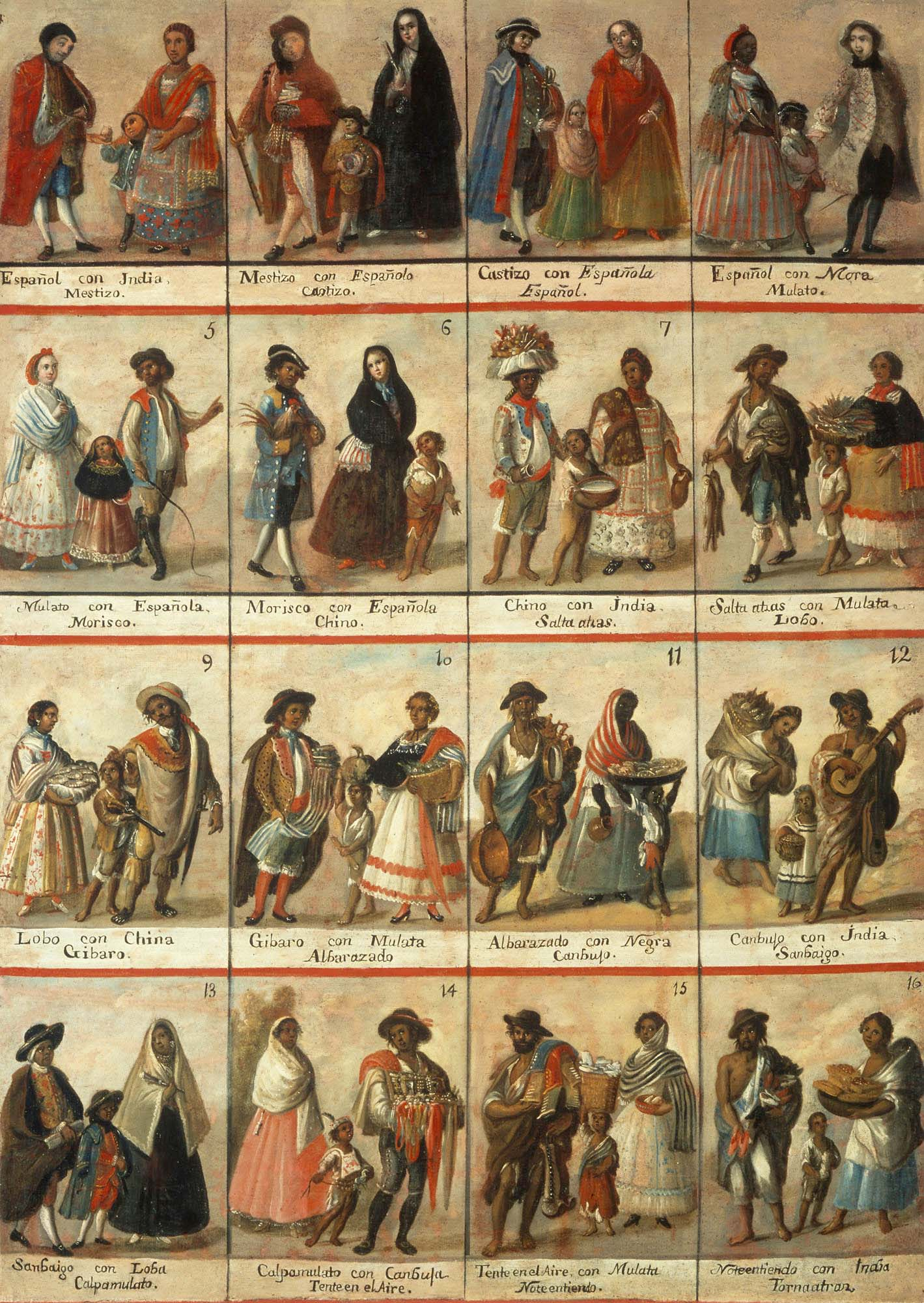
Структура кастовой системы в Новой Испании, 1750 г.

В 1528 году власть Кортеса была ограничена, в Мексику была прислана аудиенсия — административно-судебная коллегия, подчинявшаяся непосредственно королю. В 1535 году территория Мексики вошла в состав вновь созданного вице-королевства Новая Испания. С 1521 по 1821 гг. Мексика оставалась колониальным владением Испании. Её хозяйство было основано на эксплуатации индейцев, вынужденных работать на отобранных у них землях и на рудниках. Экономика Новой Испании подчинялась интересами метрополии, её важнейшей отраслью стала добыча драгоценных металлов.
Недовольство различных слоёв населения дискриминацией и политическим бесправием с одной стороны и события на европейском континенте, борьба английских колоний в Северной Америке за независимость, проникновение в Латинскую Америку прогрессивных идей — с другой послужили причиной крестьянских волнений 1810 года, которые привели Мексику к десятилетней войне за независимость. Среди вожаков повстанцев выделялись священники Мигель Идальго-и-Костилья и Хосе Мария Морелос — оба были схвачены и казнены. В конце войны освободительное движение возглавил Агустин де Иту́рбиде.
24 августа 1821 года представители испанской короны и Итурбиде подписали Кордовский договор, в котором признавалась независимость Мексики в соответствии с положениями «Плана Игуала». 27 сентября освободительная армия вошла в Мехико, а 28 сентября в столице была обнародована «Декларация независимости Мексиканской империи».18 мая 1822 года народ и гарнизон города Мехико провозгласили Итурбиде мексиканским императором, и он вступил на престол под именем Агустина I (Августина I). В марте 1823 года империя пала и Мексика стала республикой.
В 1835 году мексиканский штат Техас начинает войну за независимость. В результате проигранного мексиканцами решающего сражения 1836 года Республика Техас добилась отделения, и вскоре (в 1845 году) вошла в США.
В 1841—1848 годах на одноимённом полуострове существовала Республика Юкатан, которая объявила об отделении от Мексики. В 1845 вспыхнуло восстание в Калифорнии, повстанцы объявили о создании собственного правительства.
Весной 1846 года на мексиканскую территорию вторглись войска США. К осени 1847 года американцы захватили обширную область и столицу — Мехико. Конец войне положил договор Гуадалупе-Идальго, подписанный 2 февраля 1848 года. К США отошли Верхняя Калифорния, Новая Мексика и части земель других штатов; это составило более половины всей площади Мексики.

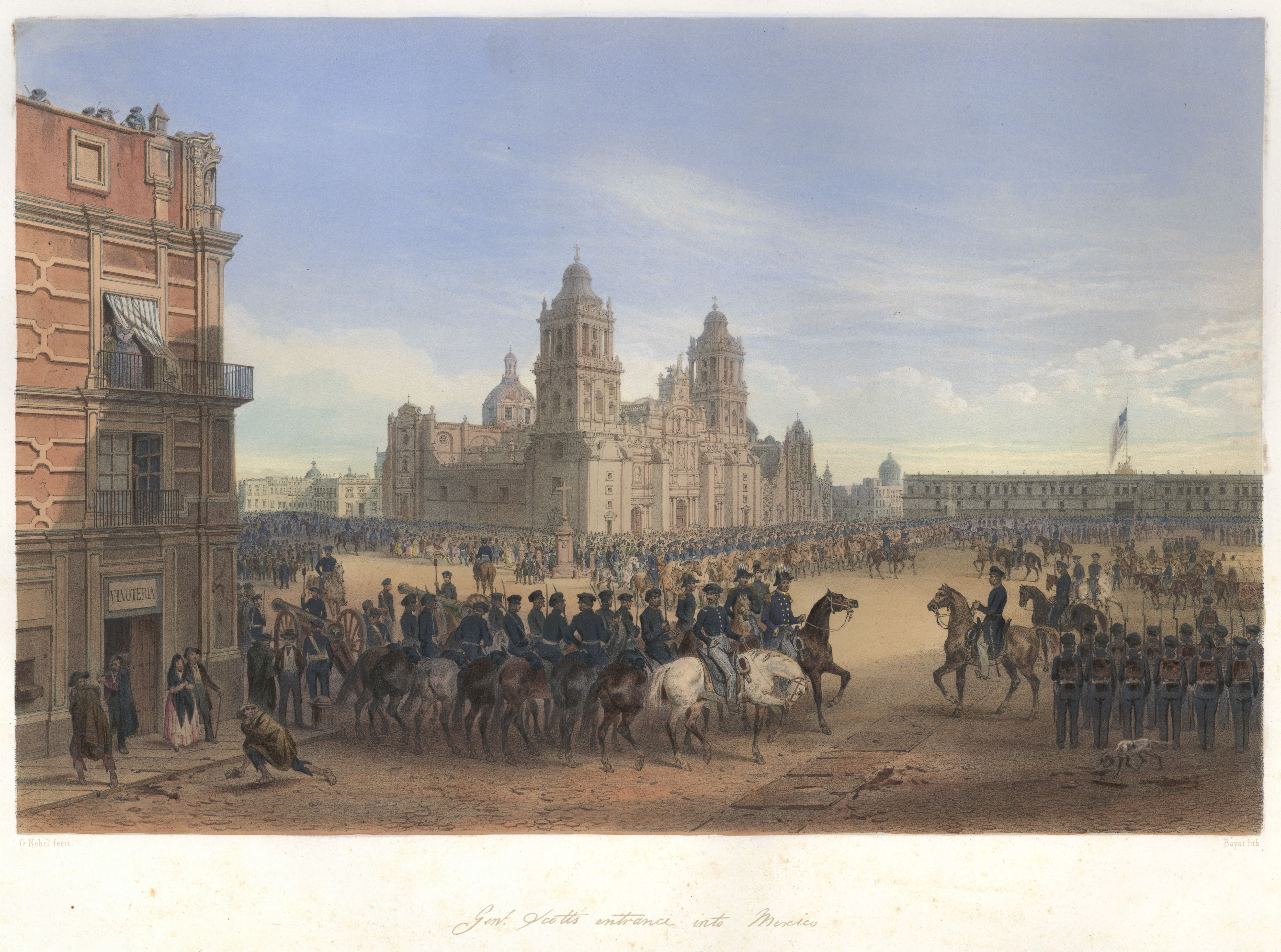
Американо-мексиканская война: в сентябре 1847 г. американцы заняли Мехико

В 1854—1860 гг. проходят буржуазная революция и гражданская война между мексиканскими консерваторами и либералами во главе с Бенито Хуаресом. Конфликт окончился безоговорочной победой последних.
В 1861 году Великобритания, Франция и Испания, поддерживаемые мексиканскими консерваторами, предприняли интервенцию в Мексику. В 1862 году их коалиция распалась, но в Мексике остались войска Франции. Её армия заняла ряд штатов и вступила в Мехико. Страна была объявлена империей во главе с монархом — Максимилианом I. Поскольку захватчиков поддержало лишь незначительное меньшинство мексиканцев, в 1867 году Наполеон III, имея более амбициозные планы в Европе и опасаясь вмешательства США, вывел из Мексики французские войска. В 1867 году силы Максимилиана I были разбиты, а он сам осуждён и расстрелян.
В 1876 году, произведя переворот, к власти пришёл генерал Порфирио Диас, управлявший страной более 30 лет; оборотной стороной экономических успехов его правления явилась высокая социальная напряжённость. В 1910 году началась гражданская война, окончившаяся принятием Конституции 1917 года. 1920-е годы отмечены революционным каудилизмом, в особенности это выразилось в период нахождения у власти Плутарко Кальеса.
В 1934 году президентом становится Ласаро Ка́рденас, известный национализацией собственности, принадлежавшей иностранным нефтяным компаниям. В 1940-х годах начинается экономический подъём, окончившийся кризисом 1980-х годов, вызванным падением цен на нефть. В середине 1980-х страна переходит к неолиберальным реформам. В 1994 году начинается восстание сапатистов, выступавших против неолиберализма. В результате инвесторы стали с осторожностью относиться к вложению своих денег в нестабильном регионе, что привело в этом же году к новому финансово-экономическому кризису.
В 2000 году в Мексике прошли выборы, положившие конец многолетней гегемонии Институционно-революционной партии (ИРП), победу одержал представитель ПНД Висенте Фокс. Но 1 июля 2012 года президентом страны вновь был избран кандидат от ИРП — Энрике Пенья Ньето, который вступил в должность 1 декабря 2012 года.
С 2000-х годов усилились вооружённые столкновения наркокартелей с официальными властями страны.

## Политика

### Президент

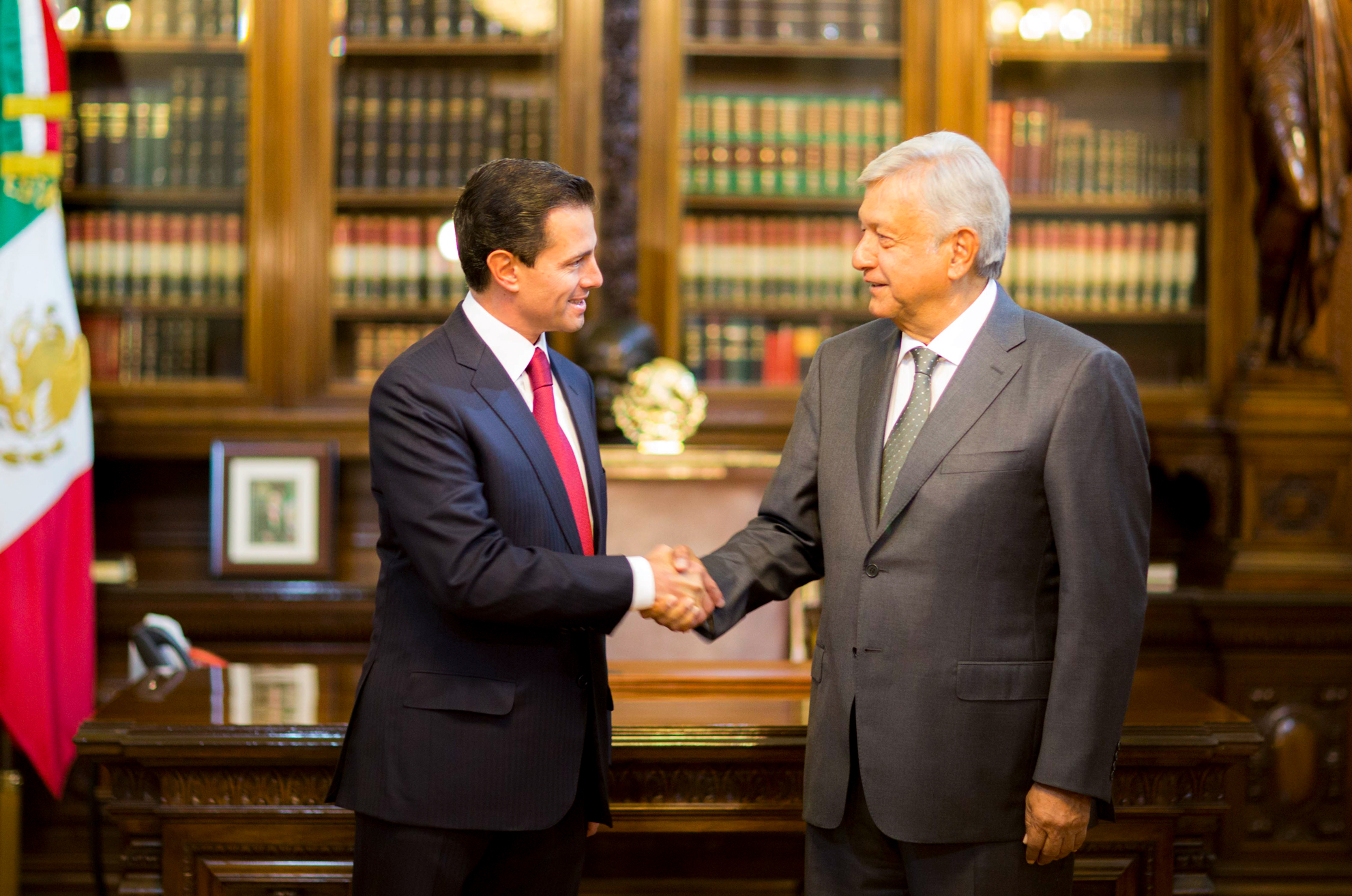
Энрике Пенья Ньето и Андрес Мануэль Лопес Обрадор, 3 июля 2018

10 июля 2006 в Мексике состоялись очередные президентские выборы. Победил кандидат от правящей Партии национального действия Фелипе Кальдерон, получивший 14 981 268 голосов (35,88 %). За его основного соперника, лидера оппозиционной Революционно-демократической партии Андреса Мануэля Лопеса Обрадора, проголосовали 14 745 262 избирателя (35,31 %).
В сентябре 2006 Федеральный избирательный трибунал Мексики признал Фелипе Кальдерона избранным президентом. Новый президент вступил в свою должность 1 декабря 2006 на шесть лет.
1 июля 2012 года состоялись очередные выборы президента Мексики, на которых победил Энрике Пенья Ньето (вступил в должность 1 декабря 2012 года).
1 июля 2018 года на выборах избран Президентом Мексики кандидат от коалиции «Вместе мы сделаем историю» Андрес Мануэль Лопес Обрадор (вступил в должность 1 декабря 2018 года).
2 июня 2024 года в стране прошли очередные президентские выборы. На них впервые в истории Мексики победила женщина — Клаудия Шейнбаум, представитель правящего Движения национального возрождения.

### Парламент
Двухпалатный Конгресс — Сенат (128 мест, избираются на 6-летний срок) и Палата депутатов (500 мест, избираются на 3-летний срок).

### Политические партии
Левые
- Партия труда (PT) — коммунистическая / левосоциалистическая
- Движение национального возрождения — левосоциалистическая

Левый центр
- Партия демократической революции (PRD) — социал-демократическая
- Гражданское движение (бывшая Конвергенция) — социалистическая

Центр
- Институционно-революционная партия (PRI) — широкая центристская

Правый центр
- Партия новый альянс (PNA) — неолиберальная
- Экологическая зелёная партия (PVEM) — консервативная экологистская
- Партия национального действия (PAN) — консервативная

Крайне правые
- Националистический фронт Мексики (FRENAMEX) — продолжает традиции ультраправого движения Tecos

### Внешняя политика

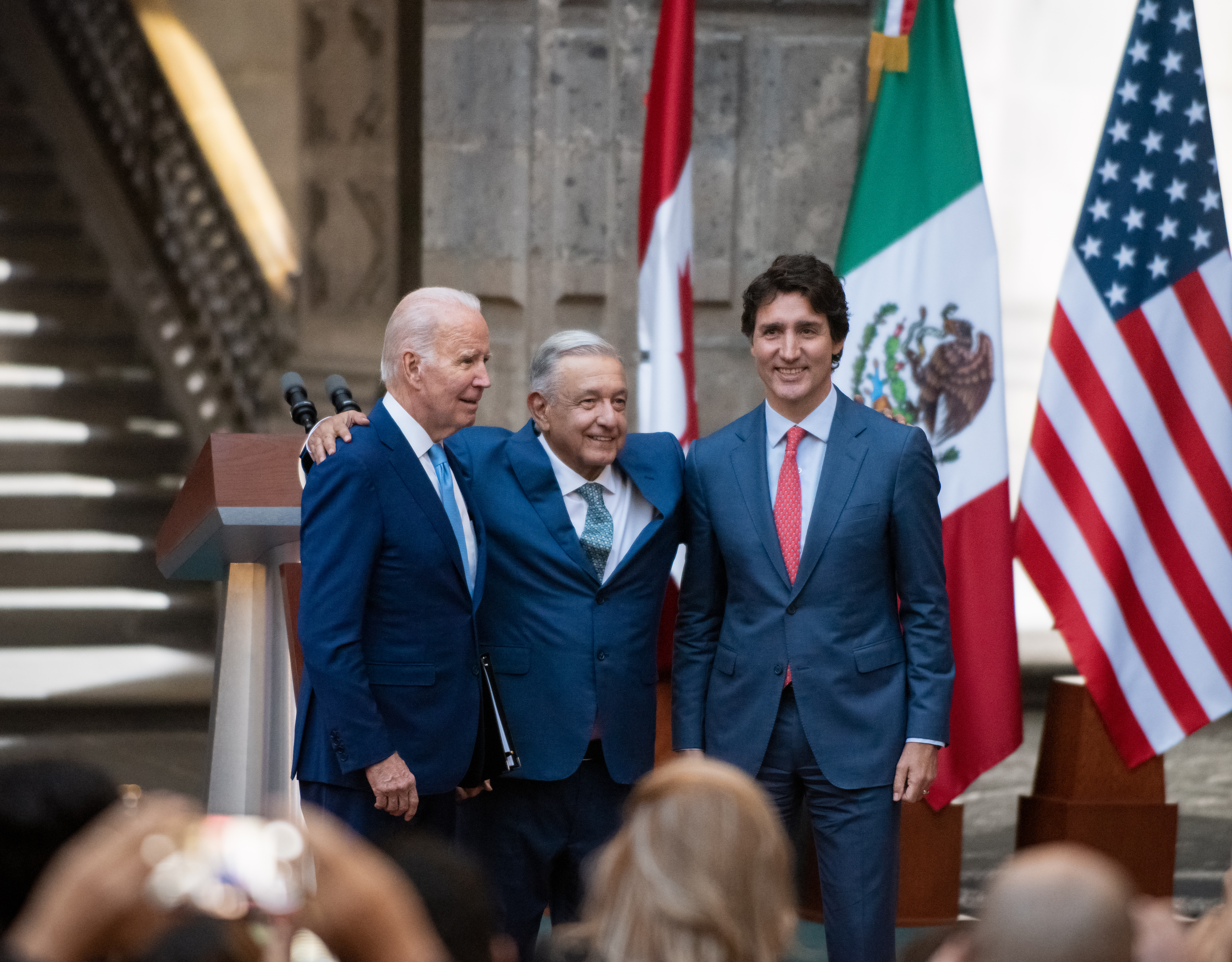
Джо Байден, Лопес Обрадор и Джастин Трюдо. 10 января 2023

Традиционно внешняя политика Мексики определялась предрасположенностью к левым, про-революционным и националистическим кругам. Демонстрируя независимость от внешней политики Соединённых Штатов, Мексика поддерживала кубинское правительство в 1960-х годах, Сандинистскую революцию в Никарагуа в конце 1970-х годов и левые революционные группы в Сальвадоре в 1980-х годах.

## Население

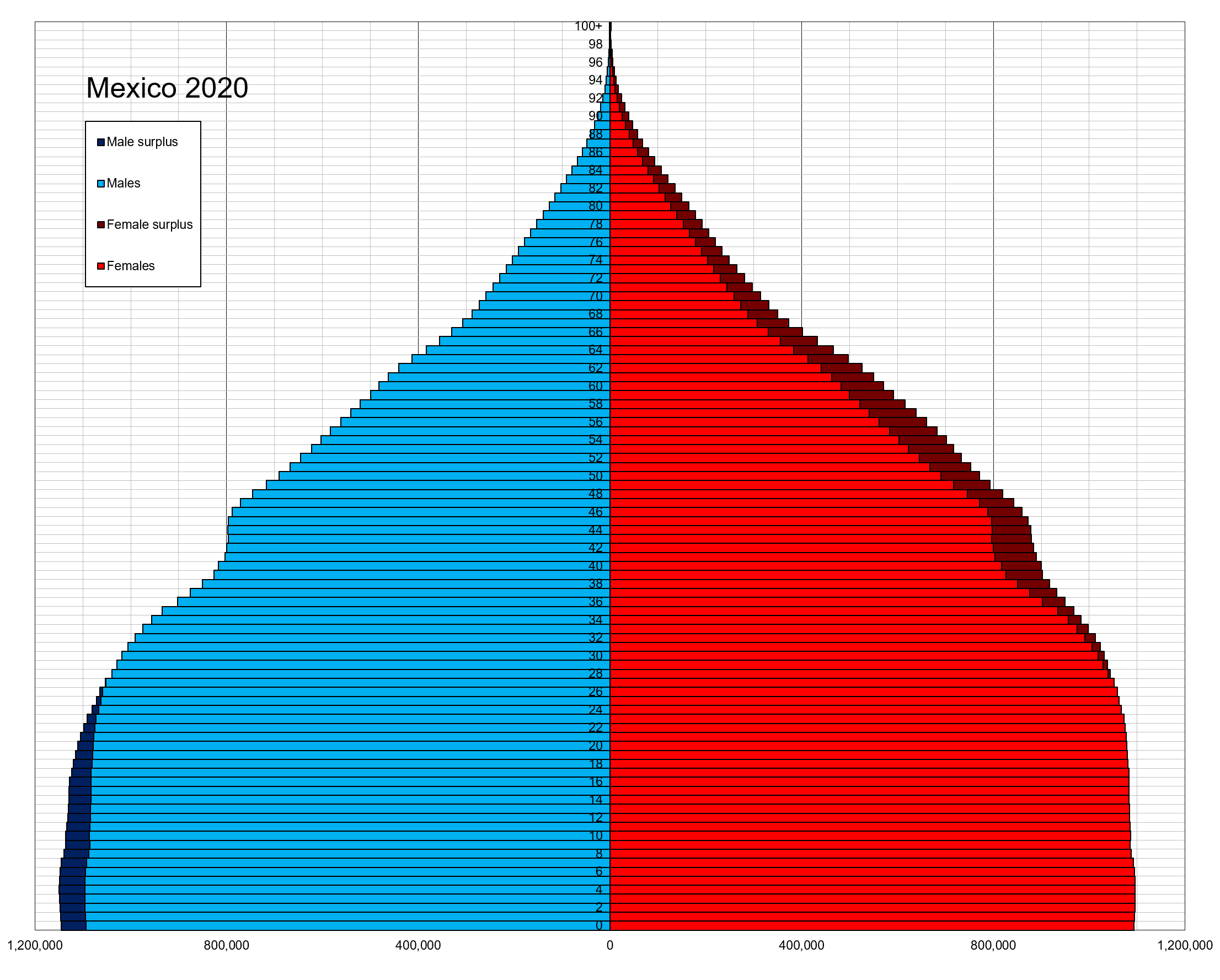
Возрастно-половая пирамида населения Мексики на 2020 год

Самоназвание жителей — мексиканцы (исп. mexicanos).
- Численность населения — 129 151 256 человек по оценке на 2023 год[2].
- Годовой прирост по оценке на 2023 год — 0,51 % (153-е место в мире)[2].
- Фертильность оценка на 2023 год — 1,68 рождения на женщину (171-е место в мире)[2].
- Рождаемость оценка на 2023 год — 13,55 на 1000 (134-е место в мире)[2].
- Смертность оценка на 2023 год — 7,71 на 1000 (104-е место в мире)[2].
- Младенческая смертность оценка на 2023 год — 11,86 на 1000 (121-е место в мире)[2].
- Средняя ожидаемая продолжительность жизни оценка на 2023 год — 72,32 года, у мужчин — 68,93 года, у женщин — 75,88 года[2].
- Возрастной состав: от 0 лет до 14 лет — 26,01 %, от 15 лет до 64 лет — 66,32 %, 65 лет и старше — 7,67 % (оценка на 2020 год)[2].

- Грамотность: 96,1 % мужчин, 94,5 % женщин, общая грамотность — 95,2 % (оценка на 2020 год)[2].
- Уровень урбанизации — 81,3 % (оценка на 2022 год)[2].

Заражённость вирусом иммунодефицита (ВИЧ) — 0,3 % (оценка 2007 года). Общее количество заражённых ВИЧ — 200 тыс. человек (30-е место в мире).
Мексиканское правительство не собирает данные по этнической принадлежности населения Мексики. Этнорасовый состав: метисы (помесь индейцев и испанцев) — 62 %, с преимущественно индейским происхождением — 21 %, индейцы — 7 %, другие — 10 % (в основном европейцы) (оценка на 2012 год).

### Языки
93,8 % населения страны говорит только по-испански, 5,4 % — на испанском и каком-либо индейском языке, 0,6 % знают только язык местных индейцев, 0,2 не указали язык (оценка на 2020 год).

### Религия
Католики составляют 78 % населения, протестанты — 11,2 %, иррелигиозны — 10,6 %, другие религии — 0,002 % (оценка на 2020 год).

## Административное деление
Мексика административно делится на 31 штат (исп. estados) и один федеральный округ (исп. Distrito Federal), в совокупности называющиеся федеративными образованиями (исп. Entidades federativas).
Согласно Конституции 1917 года штаты являются свободными и суверенными и они вольны управлять собой по своим законам. Каждый штат имеет конституцию, которая не может противоречить федеральной конституции, которая охватывает вопросы национальной компетенции. Штаты не могут заключать союзы с другими государствами или любой независимой нацией без согласия всей федерации, за исключением соглашений о защите и безопасности, необходимых для обеспечения безопасности приграничных государств в случае вторжения.
Муниципалитеты. Штаты разделены на муниципалитеты. Всего в Мексике 2448 муниципалитетов (не считая 16 районов Мехико).

## Экономика

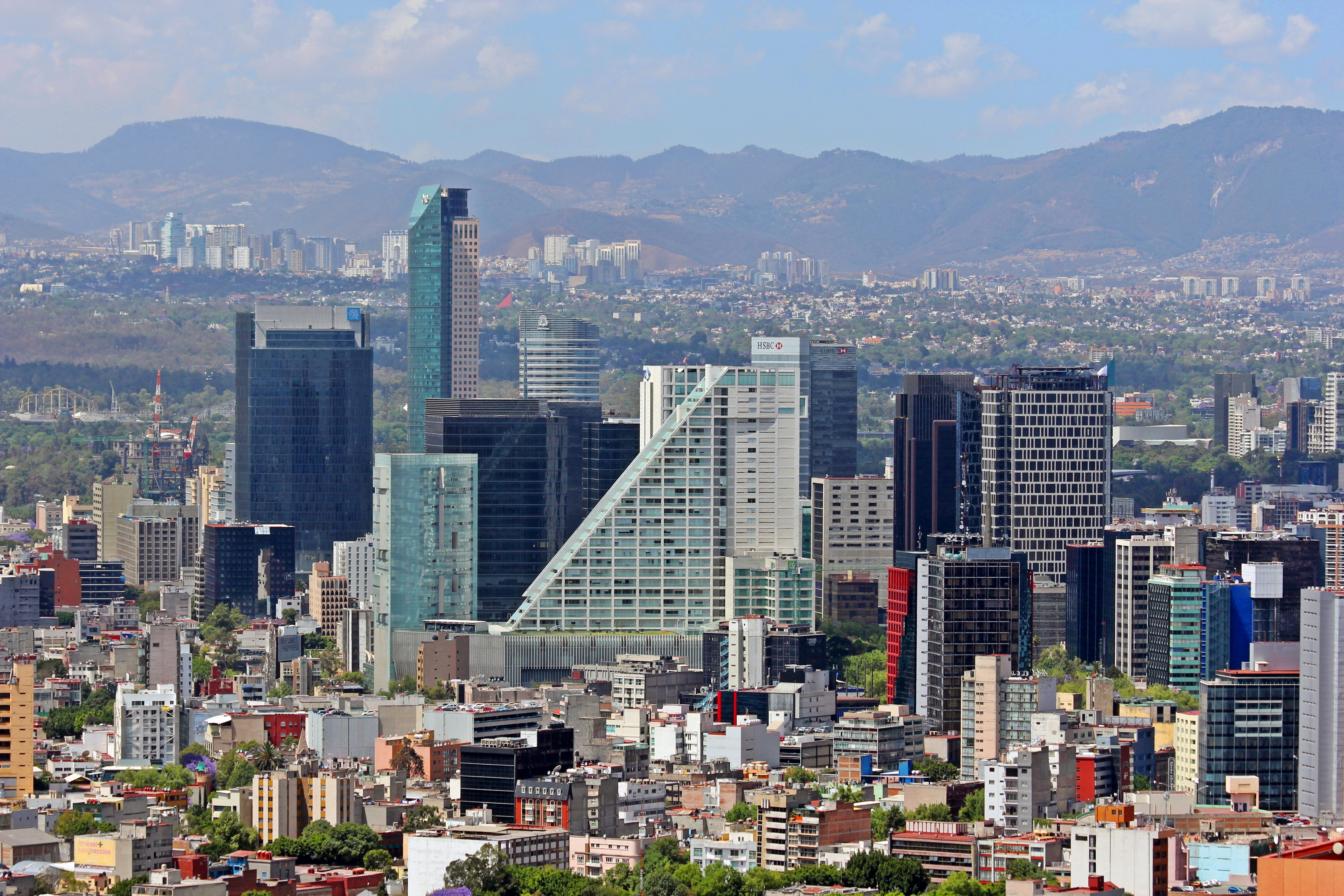
Мехико

Мексика — индустриально-аграрная страна, одна из наиболее экономически развитых в Америке. Производится добыча нефти, природного газа (одно из ведущих мест в Америке), железной руды, серы, руд сурьмы, ртути и графита.
Мексика — один из ведущих в мире производителей и экспортёров плавикового шпата. В обрабатывающей промышленности наиболее развиты чёрная и цветная металлургия, машиностроение, химическая и нефтехимическая, хлопчатобумажная, пищевкусовая отрасли.
Нефтепереработка развита недостаточно; являясь одним из крупнейших мировых экспортёров нефти, Мексика импортирует нефтепродукты.
В сельском хозяйстве преобладает растениеводство: кукуруза, пшеница, соя, рис, бобы, хлопчатник, кофе, фрукты, помидоры. Развиты лесозаготовки.
С 1 января 2022 года минимальный размер оплаты труда в Мексике составляет в зависимости от территории и отрасли от 172,87 песо ($8,47) до 222,67 песо ($10,91) в день в основной части страны и 260,34 песо ($12,76) в день вдоль границы Мексики с США, которая имеет особый экономический статус, северной пограничной свободной зоны, состоящей из муниципалитетов, граничащих с США. С 1 января 2023 года минимальный размер оплаты труда в Мексике составляет в зависимости от территории и отрасли от 207,44 песо ($11,01) до 464,51 песо ($24,66) в день в основной части страны и 312,41 песо ($16,59) в день вдоль границы Мексики с США, которая имеет особый экономический статус, северной пограничной свободной зоны, состоящей из муниципалитетов, граничащих с США.

### Внешняя торговля
Мексика входит в Североамериканскую зону свободной торговли (NAFTA), созданную в 1994—2008 годах. В результате, за 1993—2013 годы экспорт Мексики в США вырос с 49,5 млрд долларов до 277,7 млрд долларов, а в Канаду с 3,3 млрд долларов до 25,5 млрд долларов. А стоимость импорта за этот период увеличилась из США с 50,8 млрд долларов до 216,3 млрд долларов, а из Канады с 0,8 млрд долларов до 5,4 млрд долларов.
Экспорт (357 млрд долларов (в 2011 году)): электронное оборудование, автомобили и детали для них, нефть и нефтепродукты, золото и металлы.
Основные получатели — США (71 %), Канада (6,5 %), Китай (2,1 %), Колумбия (1,7 %), Германия (1,6 %).
Импорт (280 млрд долларов (в 2011 году)): промышленное оборудование, автомобили и детали автомобилей, авиационная техника, электронное оборудование.
Основные поставщики — США (57 %), Канада (9 %), Китай (4,9 %), Германия (2,6 %), Бразилия (2,3 %).

### Наркобизнес
В Мексике широко развиты производство и торговля наркотиками. Страна является главным транзитным узлом отправки наркотиков в США.
Мексиканские наркокартели существуют уже несколько десятилетий. До 1980-х годов роль Мексики заключалась в транзите наркотиков из Колумбии в Северную Америку, но постепенно стало расширяться и собственное производство. Мексиканские наркокартели усилились после распада в 1990-х годах колумбийских наркокартелей — Медельинского и Кали. Наркокартелям в их деятельности оказывают помощь многие государственные структуры Мексики. В конфликтах с официальными властями страны на стороне наркокартелей принимают участие не только полицейские, но и офицеры армии.
По структуре наркобизнеса Мексика заметно отличается от стран Андского треугольника. Она занимает четвёртое место в латинской Америке по суммарному производству наркотиков растительного происхождения и сильно опережает остальные страны по производству синтетических наркотиков. Наряду с Колумбией, Мексика занимает ведущие позиции в регионе по выращиванию опийного мака и производству героина.
В настоящее время Мексика является основным иностранным поставщиком каннабиса, кокаина и метамфетамина в США, а мексиканские наркокартели доминируют на оптовом незаконном рынке наркотиков в США.

## Культура

#### Доколумбова эпоха
Из доколумбовой эпохи до нас дошли образцы лирической и эпической поэзии коренных народов Мезоамерики.

#### Конкиста и колониальный период

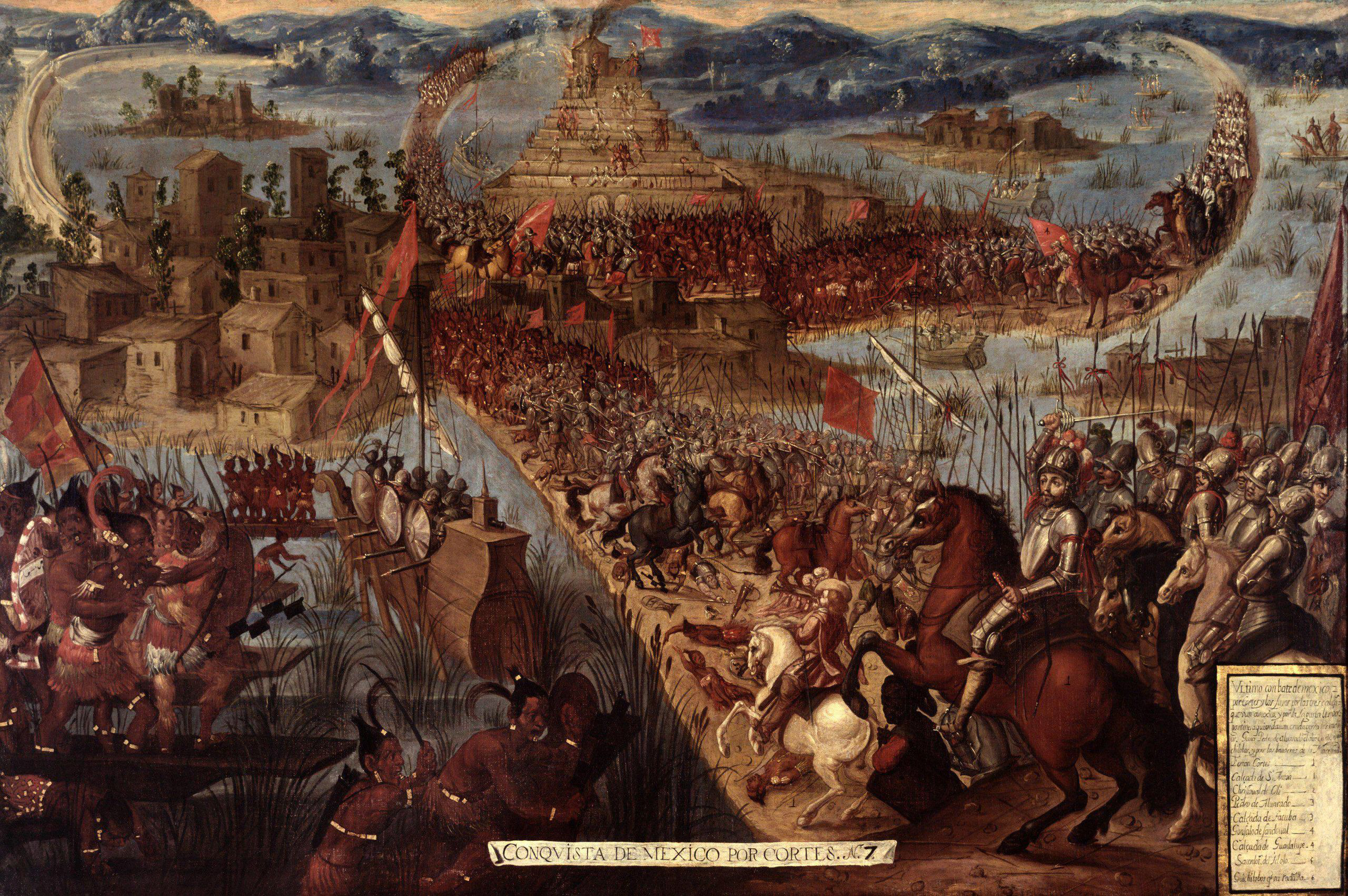
Битва за Теночтитлан. Картина неизвестного художника, вторая половина XVII века

Первые образцы мексиканской литературы — хроники конкисты. Наиболее яркими представителями этого жанра были конкистадоры Эрнан Кортес и Берналь Диас дель Кастильо, монахи Бернардино де Саагун, Торибио Мотолиния и Хуан де Торквемада.
Самым заметным из произведений, написанных в первые десятилетия пребывания испанцев на территории нынешней Мексики, является «Всеобщая история о делах Новой Испании» Бернардино де Саагун, которому он посвятил всю свою жизнь. Это произведение написано на языках нахуатль и испанском и включает в себя описание цивилизации майя.
Первым художественным произведением мексиканской литературы стала поэма Бернардо де Бальбуэны «Великолепие Мексики» (1604 год).
В XVII веке среди представителей так называемой «учёной поэзии» выделяются три фигуры: Карлос Сигуэнса-и-Гонгора, поэтесса Хуана Инес де ла Крус и Хуан Руис де Аларкон.
К концу XVIII века, с назреванием протеста против колониального режима Испании, тенденция самоутверждения нашла выражение в таких произведениях, как поэма «Сельская Мексика» (1781) Рафаэля Ландивара и «Древняя история Мексики» (1780—1781) Франсиско Клавихеро.

#### Период войны за независимость и становления Мексиканского государства в XIX веке
Представители: революционный классицизм — А. Кинтана Роо (1787—1851); романтизм и костумбризм — М. Акунья (1849—1873), Г. Прието (1818—1897), М. Пайно (1810—1894), Л. Инклан (1816—1875), Х. Т. де Куэльяра (1830—1894), И. М. Альтамирано (1834—1893), Хосе Хоакина Фернандеса де Лисарди (1776—1827).